# Environnement en Slovénie
L'environnement en Slovénie est l'environnement (ensemble des éléments - biotiques ou abiotiques - qui entourent un individu ou une espèce et dont certains contribuent directement à subvenir à ses besoins) du pays Slovénie, pays d'Europe.

## La biodiversité de la Slovénie

### Milieux

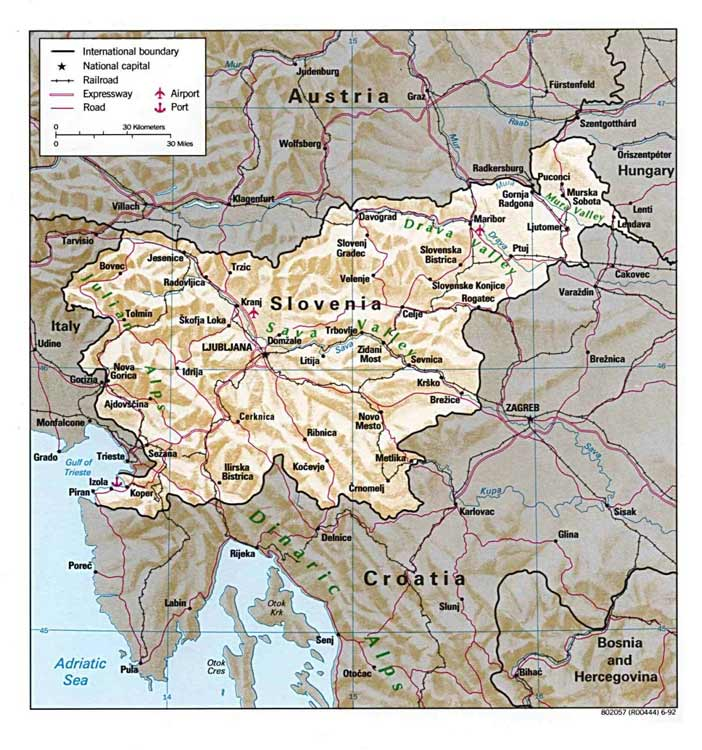
Carte de la Slovénie

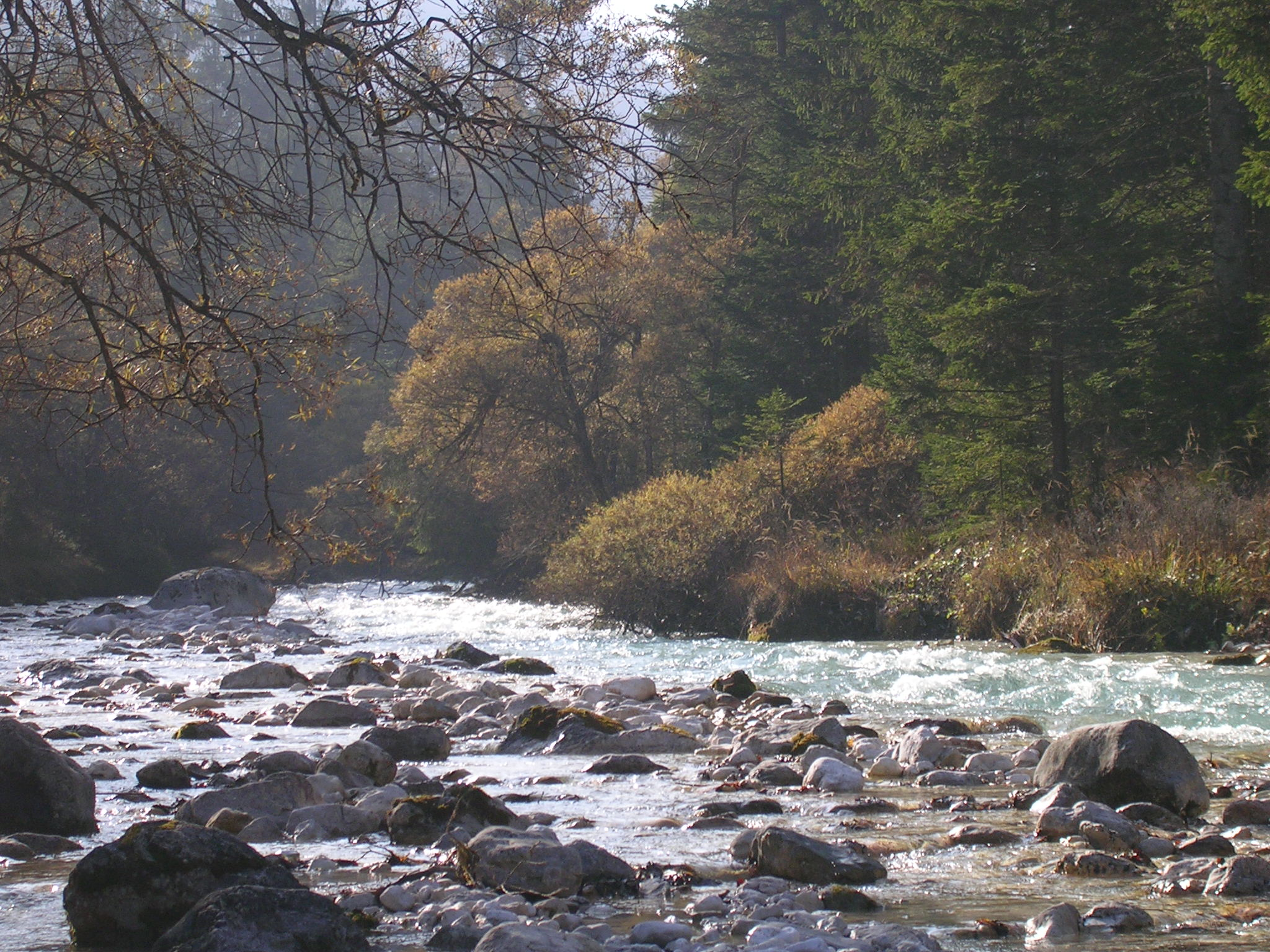
Une rivière alpine, la Bistrica

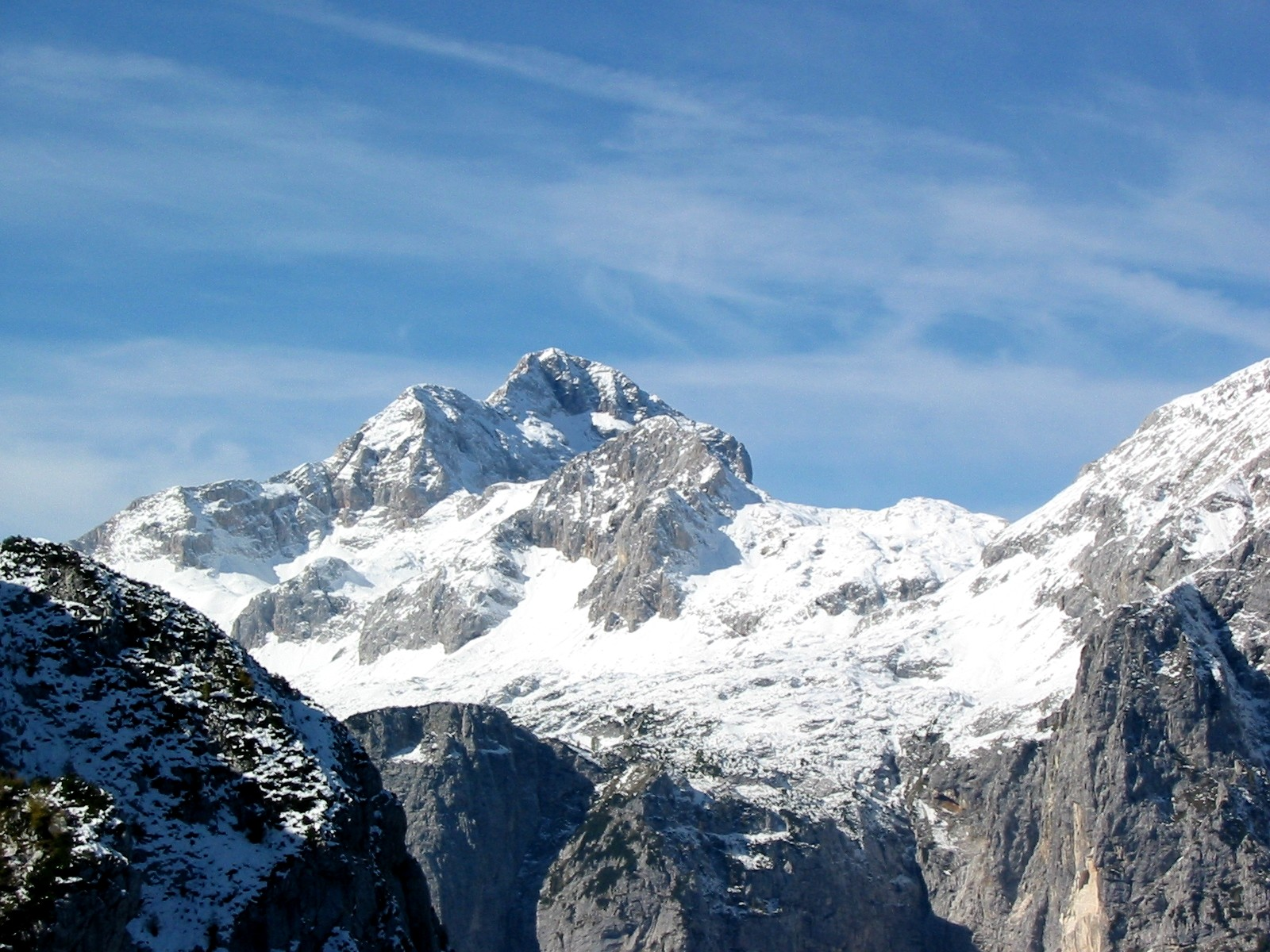
Le Triglav, plus haut sommet national.

Le climat est de type Climat méditerranéen le long de la côte, climat continental avec des étés doux à chauds et des hivers froids sur les plateaux et dans les vallées à l'est. L'altitude varie de 0 à 2 864 m.
Troisième pays forestier d’Europe, la Slovénie est couverte à 57 % par 1 227 832 hectares de forêt, dont 39 % sont mixtes (282 m2 de bois par hectare en moyenne pour 2006). Quelques forêts anciennes abritant des descendants de la forêt préhistorique sont protégées, mais la forêt cultivée gagne sur les forêts plus naturelles.

### Faune et flore
La Slovénie compte environ 800 espèces animales, dont l’ours brun, qui a vu sa population doubler en une décennie dans les années 2010.

### Espaces protégés

#### Réseau européen Natura 2000
Le réseau Natura 2000 rassemble des sites naturels ou semi-naturels de l'Union européenne ayant une grande valeur patrimoniale, par la faune et la flore exceptionnelles qu'ils contiennent.
En décembre 2018, la Slovénie comptait 355 sites dont :
- 31 zones de protection spéciale (ZPS) pour les oiseaux sur une superficie de 5 075 km2 ;
- 324 zones spéciales de conservation (ZSC) (dont les pSIC, SIC) pour les habitats et les espèces sur une superficie de 6 638 km2.
- La superficie totale est de 7 682 km2, ce qui représente 37,8 % de la surface terrestre et marine du territoire de la Slovénie[1].

##### Cartographie des sites Natura 2000 de la Slovénie
- [image] Carte des sites Natura 2000 (SIC, ZSC + ZPS) de la Slovénie, décembre 2017 (haute définition), Source

## Impacts sur les milieux naturels

### Activités humaines

#### Agriculture
L’agriculture traditionnelle a su préserver des prairies parfois exceptionnellement riches en biodiversité (plusieurs centaines d’espèces différentes par hectare).

#### Industries
En raison de la grande superficie des forêts, l'industrie du bois est florissante et nombreuses sont les usines produisant de la pâte à papier. Cependant, la Slovénie est le seul pays de l'Union Européenne à avoir interdit la coupe rase des forêts sur son territoire, il est également pionnier en matière de sylviculture proche de la nature.
Plus à l'est, le relief s'abaisse, et c'est dans cette région que les industries sont les plus développées (aluminium, métallurgie, construction mécanique, électro-ménager, charbon, centrale thermique, électronique, pharmacie, textile). Les usines automobiles du groupe Revoz, filiales de Renault, domiciliées à Novo Mesto, alimentent le marché national et écoulent en France une part importante de leur production.

#### Transports

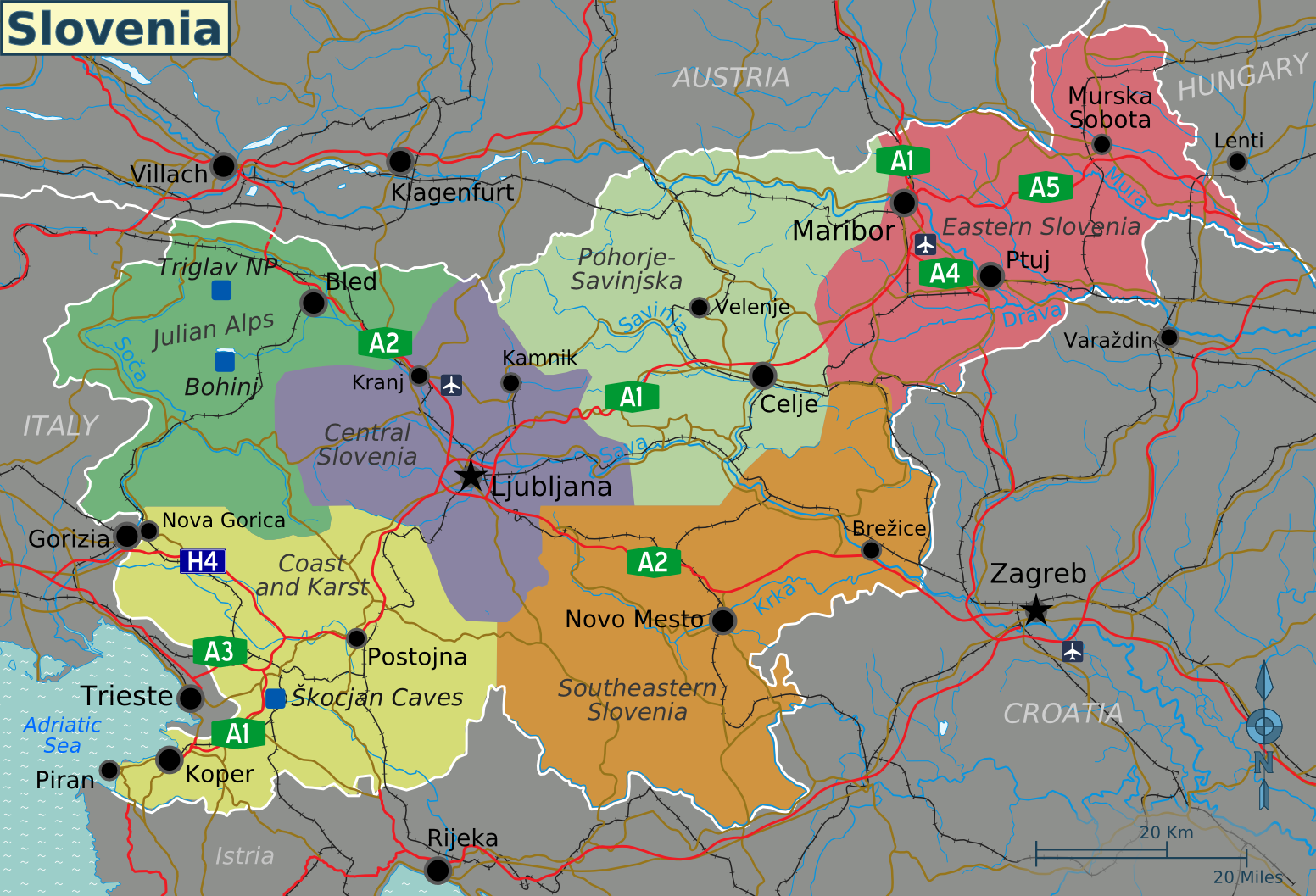
Principales routes et aéroports de Slovénie.

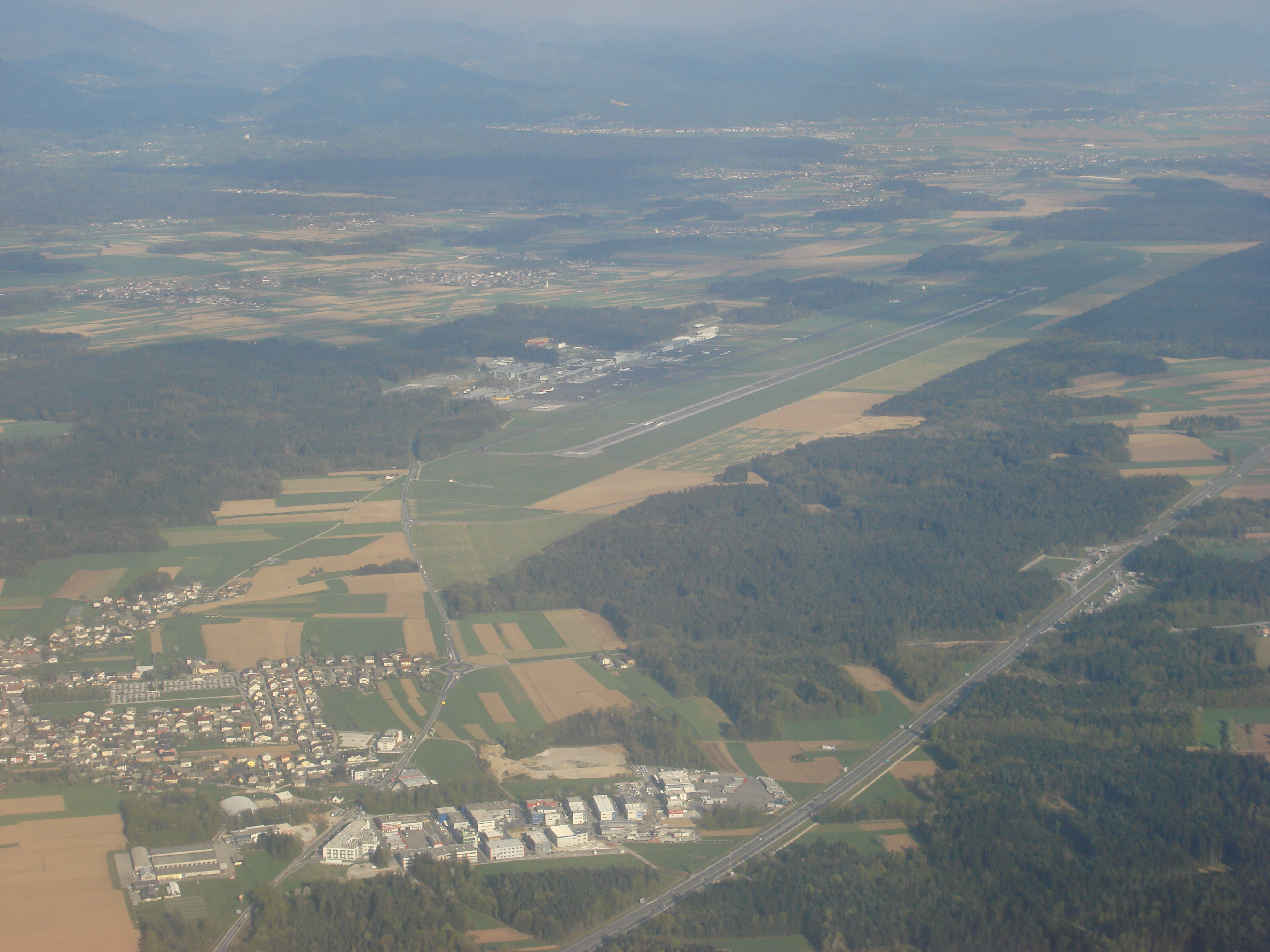
Vue aérienne de l'aéroport de Ljubljana.

Le réseau routier slovène est de 38 985 km de routes en 2012, et le réseau ferré slovène représente 1 229 km de voies ferrées.
Le principal aéroport est l'Aéroport Jože Pučnik de Ljubljana. Le pays dispose de 16 aéroports. Le trafic aérien est relativement faible

### Pression sur les ressources

#### Ressource en eau et accès à l'eau
En 2016, la Slovénie est le premier pays d'Europe à avoir interdit la privatisation de l’eau potable, alors que des entreprises étrangères de l'industrie alimentaire achetaient des droits d’une grande quantité de ressources locales en eau. Néanmoins, Amnesty International rappelle que dans ce pays alpin, où l'eau est abondante, tout le monde n'a pas accès à l'eau et espère que les Roms pourront ainsi bénéficier d'une eau potable.

#### Ressources non renouvelables
L'électricité représentait 23,4 % de la consommation finale d'énergie en 2017 ; elle était produite pour 31 % à partir des combustibles fossiles (lignite : 28 %, gaz naturel : 3 %), pour 35,4 % par la centrale nucléaire de Krško et pour 33,3 % des énergies renouvelables (hydroélectricité : 30 %, biomasse : 1,6 %, solaire : 1,6 %). La Slovénie exporte 3 % de sa production d'électricité.

### Pollutions

#### Les émissions de gaz à effet de serre (GES)
Dans le centre Ljubljana, l'interdiction des véhicules a fait baisser les indicateurs d’émissions de carbone de près de 70 %.

#### La pollution de l'air
La forêt près de Koper a été détériorée à cause de la pollution de l'air (due à des usines métallurgiques et chimiques), conduisant à des pluies acides.

#### La pollution de l'eau
La Save est polluée par des rejets domestiques et industriels ; pollution des eaux côtières par des métaux lourds et des toxiques chimiques.

#### La gestion des déchets
À Ljubljana se trouve également un des centres de tri les plus modernes et performants d’Europe. En une décennie seulement, le recyclage des déchets a été multiplié par trois dans le pays.

### Impacts de l'urbanisation
La capitale, Ljubljana, fait partie des plus petites du continent, avec seulement 300 000 habitants.

## Politique environnementale en Slovénie

### Accords internationaux
- Partie dans : Protocole d'Oslo relatif à une nouvelle réduction des émissions de soufre, Changement climatique
- Accord signé mais non ratifié : Protocole d'Aarhus sur les polluants organiques persistants, Protocole de Kyoto

### Politique nationale
En 2001, une agence de l’environnement a été créée, qui devait appliquer un plan d’action national pour l’environnement comprenant l’intégration des préoccupations environnementales dans tous les autres secteurs.
La Slovénie ayant intégré l’Union européenne le 1er mai 2004, a du appliquer les directives européennes concernant l’environnement, et s’intégrer dans le réseau Natura 2000.
Le gouvernement attribue depuis 2016 un label baptisé Slovenia Green aux établissements touristiques en cas de respect de normes bénéfiques pour l’environnement.

### Politiques locales
En 2007, la municipalité de Ljubljana a décidé l’interdiction progressive des véhicules dans le centre-ville. Cette décision a été prise à la suite d'une forte augmentation du trafic routier dans la ville. Des grands parkings ont été installés aux portes du centre. Des lignes de bus gratuites ont aussi été créées ainsi que des parkings vélos permettant de rejoindre le centre rapidement.